# 住山德太郎
住山德太郎（日语：／ Sumiyama Tokutarō，1886年5月1日—1962年11月20日）是一名日本海軍軍人，最終軍階為海軍中將。

## 生平
住山出生於東京府，為住山宗次郎的長子。先後就讀於學習院中等科，於1906年11月畢業於海軍兵學校（第34期），次年12月任命為海軍少尉。他曾於海軍大學校以乙種學生及專修學生身份學習，歷任若宮丸號水上飛機母艦分隊長、淀號通報艦航海長、海軍兵學校教官、第三艦隊參謀、東鄉平八郎元帥副官等職務，並於1919年12月自海軍大學校（甲種第17期）畢業。之後，他歷任鞍馬號巡洋戰艦航海長、第三艦隊參謀、橫須賀海兵團分隊長、敷島號戰艦航海長、第二艦隊參謀、海軍省人事局第一課局員等職務。  
1926年12月，他擔任東宮兼侍從武官，後歷任侍從武官、榛名號戰艦艦長、吳鎮守府參謀長等職，並於1932年12月晉升為海軍少將。此後，他擔任第八戰隊司令官、教育局長等職，並於1936年12月晉升為海軍中將。之後，他曾任海軍兵學校校長、海軍次官、佐世保鎮守府司令長官、軍事參議官等職務，並於1942年3月被編入預備役。此後，他擔任秩父宮別當（侍從長）。戰後的1947年11月，他被暫時指定為公職追放對象。
由於他性格溫厚，因此有「海軍女子學習院長」的綽號。

## 親屬
- 妻：住山幸子，海軍少將世良田亮的女兒
- 長男：住山德雄（海軍上尉）

## 榮譽
外國勳章佩用許可
- 1944年6月23日—滿洲國國勢調查紀念章[3]

## 備註
1. ↑  総理庁官房監査課 (编), , 日比谷政経会: 69, 1949, NDLJP: 1276156
2. ↑  生出寿『凡将山本五十六』、1983年、現代史出版会、20頁。
3. ↑  . 亞洲歷史資料中心 （日语）.